# Fraternidad (Honduras)
Fraternidad es un municipio del departamento de Ocotepeque en la República de Honduras. Se encuentra a 13 Kilometros de la Reserva Nacional "El Guisayote" ubicada en el Portillo, Ocotepeque. Una de los municipios más grandes exportadores de café de todo Honduras.

## Límites
| Orientación | Límite                                    |
| ----------- | ----------------------------------------- |
| Norte       | Municipio de La Encarnación, Ocotepeque   |
| Norte       | Municipio de San Jorge, Ocotepeque        |
| Sur         | Municipio de La Labor, Ocotepeque         |
| Sur         | Municipio de Sinuapa, Ocotepeque          |
| Este        | Municipio de Lucerna, Ocotepeque          |
| Oeste       | Municipio de San Jorge, Ocotepeque        |
| Oeste       | Municipio de Dolores Merendón, Ocotepeque |

Está situado en una zona montañosa al oriente de la Cordillera de El Merendón.

## Historia
Era una aldea de La Labor.
En 1909 (15 de marzo), le dieron categoría de Municipio, después de haber trasladado la cabecera Municipal que antes estaba en Dolores Merendón el 19 de febrero de 1909.

## División Política
Aldeas: 4 (2013)
Caseríos: 38 (2013)
| Código | Aldea         |
| ------ | ------------- |
| 140501 | Fraternidad   |
| 140502 | Las Cruces    |
| 140503 | Los Vados     |
| 140504 | San Francisco |